# 1987년 오리콘 1위 싱글 목록
일본에서 한 주간 가장 많이 팔린 싱글은 오리콘 주간 차트에 실리며, 이 차트는 오리콘이 발행하는 잡지 《오리스타》에 개제된다. 판매량은 한 주 동안의 각 싱글의 판매량을 기준으로 오리콘이 종합한다.

## 차트 기록
| 발행일    | 싱글                                 | 가수                 | 참고                       |
| --------- | ------------------------------------ | -------------------- | -------------------------- |
| 1월 5일   | (미발표)                             | (미발표)             |                            |
| 1월 12일  | 「ホワイトラビットからのメッセージ」 | 와타나베 마리나      | 1987년 1월 1위             |
| 1월 19일  | 「楽園のDoor」                       | 미나미노 요코        |                            |
| 1월 26일  | 「TOO ADULT」                        | 와타나베 미나요      |                            |
| 2월 2일   | 「NO MORE 恋愛ごっこ」               | 오냥코클럽           |                            |
| 2월 9일   | 「雪國」                             | 요시 이쿠조          |                            |
| 2월 16일  | 「TANGO NOIR」                       | 나카모리 아키나      | 2주 연속, 1987년 2월 1위   |
| 2월 23일  | 「TANGO NOIR」                       | 나카모리 아키나      | 2주 연속, 1987년 2월 1위   |
| 3월 2일   | 「かしこ」                           | 우시로유비사사레구미 |                            |
| 3월 9일   | 「水のルージュ」                     | 코이즈미 쿄코        |                            |
| 3월 16일  | 「stripe blue」                      | 소년대               | 1987년 3월 1위             |
| 3월 23일  | 「サファイアの瞳」                   | THE ALFEE            |                            |
| 3월 30일  | 「かげろう」                         | 타카이 마미코        |                            |
| 4월 7일   | 「アイドルを探せ」                   | 키쿠치 모모코        |                            |
| 4월 13일  | 「話しかけたかった」                 | 미나미노 요코        | 1987년 4월 1위             |
| 4월 20일  | 「マリーナの夏」                     | 와타나베 마리나      |                            |
| 4월 27일  | 「PINKのCHAO」                       | 와타나베 미나요      |                            |
| 5월 4일   | 「Strawberry Time」                  | 마츠다 세이코        | 2주 연속, 1987년 5월 1위   |
| 5월 11일  | 「Strawberry Time」                  | 마츠다 세이코        | 2주 연속, 1987년 5월 1위   |
| 5월 18일  | 「時の河を越えて」                   | 우시로가미히카레타이 |                            |
| 5월 25일  | 「Strawberry Time」                  | 마츠다 세이코        | 통산 3주                   |
| 6월 1일   | 「かたつむりサンバ」                 | 오냥코클럽           |                            |
| 6월 8일   | 「水の中のAnswer」                   | 스기야마 키요타카    |                            |
| 6월 15일  | 「BLONDE」                           | 나카모리 아키나      | 2주 연속, 1987년 6월 1위   |
| 6월 22일  | 「BLONDE」                           | 나카모리 아키나      | 2주 연속, 1987년 6월 1위   |
| 6월 29일  | 「さよならの果実たち」               | 오기노메 요코        |                            |
| 7월 6일   | 「君だけに」                         | 소년대               | 1987년 7월 1위             |
| 7월 13일  | 「パンドラの恋人」                   | 미나미노 요코        |                            |
| 7월 20일  | 「WANDERER」                         | 체커즈               |                            |
| 7월 27일  | 「夏休みだけのサイドシート」         | 와타나베 마리나      |                            |
| 8월 3일   | 「Marionette」                       | BOØWY                | 1987년 8월 1위             |
| 8월 10일  | 「アマリリス」                       | 와타나베 미나요      |                            |
| 8월 17일  | 「Marionette」                       | BOØWY                | 통산 2주                   |
| 8월 24일  | 「北の旅人」                         | 이시하라 유지로      |                            |
| 8월 31일  | 「STAR LIGHT」                       | 히카루GENJI          |                            |
| 9월 7일   | 「SHADE〜夏の翳り〜」                | 스기야마 키요타카    | 1987년 9월 1위             |
| 9월 14일  | 「禁断のテレパシー」                 | 쿠도 시즈카          |                            |
| 9월 21일  | 「虹のDreamer」                      | 아사카 유이          |                            |
| 9월 28일  | 「泣いてみりゃいいじゃん」           | 콘도 마사히코        |                            |
| 10월 5일  | 「秋のIndication」                   | 미나미노 요코        |                            |
| 10월 12일 | 「難破船」                           | 나카모리 아키나      | 1987년 10월 1위            |
| 10월 19일 | 「CATCH ME」                         | 나카야마 미호        |                            |
| 10월 26일 | 「Remember」                         | 카자마 세 자매       |                            |
| 11월 2일  | 「キスを止めないで」                 | 코이즈미 쿄코        |                            |
| 11월 9일  | 「My Truth」                         | THE ALFEE            |                            |
| 11월 16일 | 「Pearl-White Eve」                  | 마츠다 세이코        |                            |
| 11월 23일 | 「ABC」                              | 소년대               |                            |
| 11월 30일 | 「SHOW ME」                          | 모리카와 유카리      | 1987년 11월 1위            |
| 12월 7일  | 「ガラスの十代」                     | 히카루GENJI          | 1987년 12월·1988년 1월 1위 |
| 12월 14일 | 「はいからさんが通る」               | 미나미노 요코        |                            |
| 12월 21일 | 「ガラスの十代」                     | 히카루GENJI          |                            |
| 12월 28일 | 「ガラスの十代」                     | 히카루GENJI          |                            |

## 특이사항
1987년 1위 곡은 세가와 에이코의 「命くれない」이다. (주간 최고순위 2위)

## 연간 TOP 10
※ 집계: 1986년 12월 1일 - 1987년 11월 30일
- 1위: 세가와 에이코 「命くれない」
- 2위: 나카모리 아키나 「TANGO NOIR」
- 3위: 요시 이쿠조 「雪國」
- 4위: 히카루GENJI 「STAR LIGHT」
- 5위: 마츠다 세이코 「Strawberry Time」
- 6위: 나카모리 아키나 「難破船」
- 7위: 나카모리 아키나 「BLONDE」
- 8위: 오가타 다이사쿠 「無錫旅情」
- 9위: 이츠키 히로시 「追憶」
- 10위: 소년대 「君だけに」